# Sunius melanocephalus

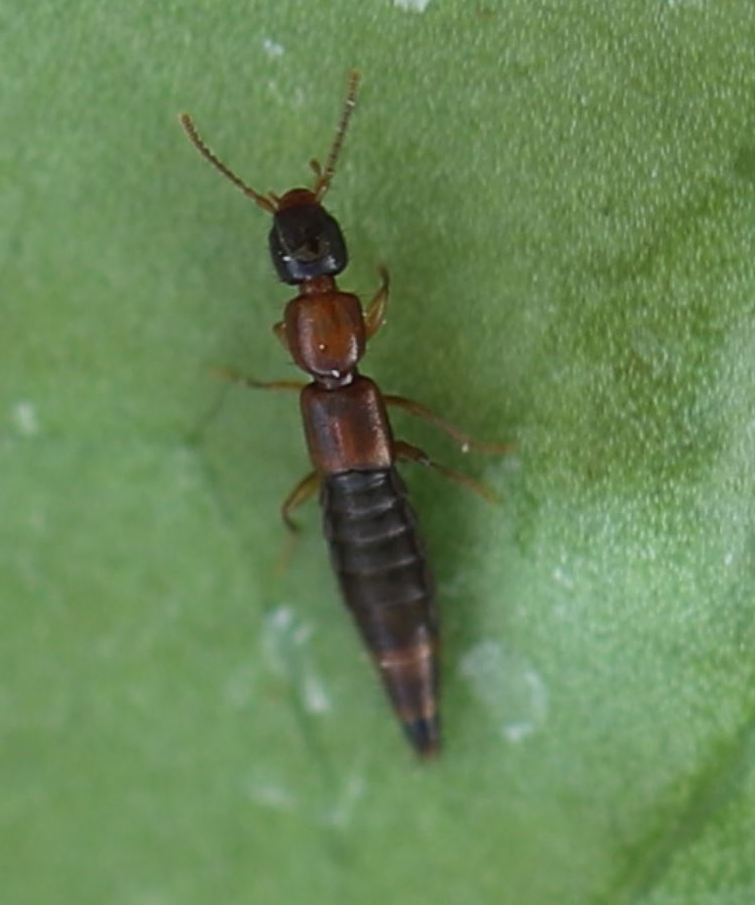

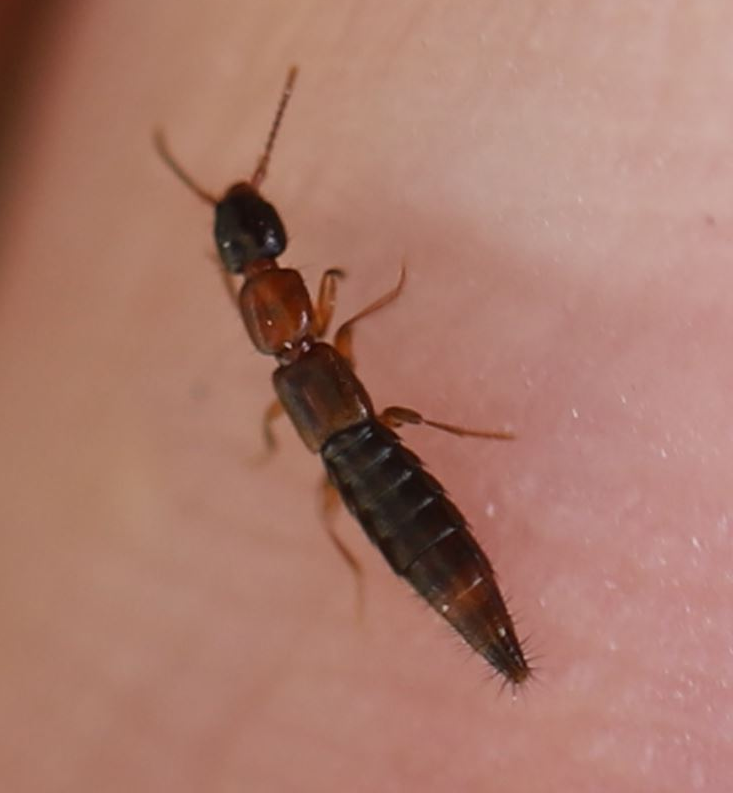

Sunius melanocephalus ist ein Käfer aus der Familie der Kurzflügler (Staphylinidae). Dort zählt er zur Unterfamilie Paederinae. Das lateinische Art-Epitheton melanocephalus bedeutet „schwarzköpfig“.

## Merkmale
Die Käfer sind zwischen 3,0 und 4,5 mm lang. Kopf und Hinterleib sind dunkelbraun bis schwarz gefärbt, der Halsschild ist rotbraun, die Flügeldecken braun. Die Fühler, Mandibeln und Beine sind gelbbraun gefärbt. Die Flügeldecken sind mindestens so lang wie der Halsschild. Im Gegensatz zu der ähnlichen Art Sunius fallax ist der Körper bei Sunius melanocephalus schlanker und die Fühler weniger lang. Das sechste Sternit der Männchen weist einen schmäleren und tieferen dreiecksförmigen Ausschnitt auf.

## Verbreitung
Die Art ist in der gesamten Paläarktis verbreitet. In Europa ist Sunius melanocephalus weit verbreitet. Außerdem wurde die Art offenbar in Nordamerika eingeschleppt.

## Lebensweise
Die Käfer findet man häufig in Kompost und in gärenden Mühlenabfällen.